# Château de Luigné
Le château de Luigné est un château français situé à Coudray, dans le département de la Mayenne et la région des Pays de la Loire.

## Situation
Le château de Luigné est situé à 2 kilomètres au nord-est du bourg.

## Désignation
- La terre de la Rouënerie ou de Luigné, 1253 (Cartulaire du Geneteil).
- Le domaine de Luigné, 1453 (Archives nationales, P. 337/2).
- Luigné-Foucaut, XVIIe siècle
- La Luigné, manoir et chapelle (Carte de Cassini).

## Histoire
Il s'agissait d'un fief et domaine vassal de Château-Gontier. Le domaine comprend en 1705 : la Guioulière, le Buron, la Motte, les Hautes-Places en Coudray ; les Brunetières en Bierné, les Mortraises en Châtelain.
Le château est daté du XVIIIe siècle et XIXe siècle, composé de deux bâtiments en équerre : chapelle isolée, moderne, de style flamboyant, armoiries des Déan à la façade, douve sèche. 

## Chapelle
La chapelle est mentionnée pour la première fois en 1669. 

## Famille
Le mariage de François Déan en 1659 avec Élisabeth Trochon, héritière de la terre de Luigné, est l'origine du titre associé. Il obtint du roi d'armes d'Irlande un certificat établissant sa descendance d'une noble famille de ce royaume remontant avec une régularité et une symétrie parfaites jusqu'à Frédéric Dean, écuyer, mort le 15 octobre 1017. 
Jacques II confirma cet acte le 23 novembre 1694.
La généalogie des Déan de Luigné est à l'origine de plusieurs hommes politiques, et s'affilie aux Boissieu-Déan de Luigné, dont le personnage le plus connu est Alain de Boissieu, compagnon de la Libération et gendre du général de Gaulle.
- François Déan, époux d'Anne Courcier, de la paroisse d'Azé
  - François Déan, mari d'Élisabeth Trochon
    - François Déan, trésorier des gardes du corps du roi, mari de Catherine de Marisy
      - François Déan, écuyer,  époux de Marie Poisson
        - René-Émeric Déan x Louise Olympe Rallier
          - Étienne Thomas Déan
            - Émeric Déan de Luigné (1793-1877), maire de Bazouges (1813 - 1824)
              - Émerick Déan de Luigné (1813-1886), président du comice agricole de Bierné
              - Louis Déan de Luigné (1823-1926)
                - René Déan de Luigné (1853-1924)
                - Marc Déan de Luigné (1854-1910), maire d'Azé

              - Charlotte Déan de Luigné x Charles Foucault des Bigottières (1822 - 1876), maire d'Houssay

          - René Toussaint Déan de Luigné (1758-1839) x Perrine de Quatrebarbes
            - Charles Déan de Luigné (1783-1873)
              - René Déan de Luigné (1815-1906), maire du Coudray
                - Charles René Déan de Luigné (1842-1901)
                  - Marc Marie René Déan de Luigné (1872-1901)

                - Alice Déan de Luigné (1844-1905) x Charles-Marie Tresvaux du Fraval

              - Siméon Déan de Luigné (1817-1858)
                - Jeanne Déan de Luigné (1849-1910) x Henry de Boissieu (1842-1918)
                  - Henri de Boissieu-Déan de Luigné (1885-1971) x Marguerite Froger de Mauny
                    - Alain Boissieu-Déan de Luigné (1914-2006)

### Sources et bibliographie
- « Château de Luigné », dans Alphonse-Victor Angot et Ferdinand Gaugain, Dictionnaire historique, topographique et biographique de la Mayenne, Laval, A. Goupil, 1900-1910 [détail des éditions] (BNF 34106789, présentation en ligne)
- Archives nationales, P. 337/2, 338, 358/2.
- Archives départementales de la Mayenne, B. 2.359, 2.417, 2.422, 2.474, 2.611, 2.654 ; E. 69, f° 2.625.
- Registre paroissial de Château-Gontier, de Coudray, de Saint-Michel-de-Feins.
- Bulletin historique de la Mayenne, t. XIII, p. 269.
- Anjou historique, t. I, p. 326, et suivantes
- D. Piolin, Histoire de l'Église du Mans, t. IX, p. 65.
- Queruau-Lamerie, Le Champ des martyrs, p. 18 ; et le Clergé de Maine-et-Loire
- L'Indépendant de l'Ouest, 1854, 17 mai 1857, 9 mars 1859.